# Guściory
Guściory – część wsi Wilcza Wola w Polsce, położona w województwie podkarpackim, w powiecie kolbuszowskim, w gminie Dzikowiec.
W Guściorach znajduje się kaplica pw. Miłosierdzia Bożego. 23 kwietnia 1995r., poświęcił ją ks. Bp E. Frankowski.
W latach 1975–1998 Guściory należały administracyjnie do województwa rzeszowskiego.